# Центроїд трикутника
Центроїд трикутника (також барицентр трикутника і центр ваги трикутника) — точка перетину медіан у трикутнику .
Центроїд традиційно позначається латинською буквою {\displaystyle M}. Центроїд трикутника належить до чудових точок трикутника і його згадано в енциклопедії центрів трикутника Кларка Кімберлінга, як точку X(2).

## Властивості
- Центроїд ділить кожну медіану у відношенні 2:1, починаючи від вершини.
- Центроїд лежить на відрізку, що з'єднує ортоцентр і центр описаного кола, і ділить його у відношенні 2:1 (див. лінія Ейлера).
- Якщо у вершинах трикутника помістити рівні маси, то центр мас (барицентр) отриманої системи буде збігатися з центроїдом. Більш того, центр мас трикутника з рівномірно розподіленою масою також міститься у центроїді.
- Якщо {\displaystyle M} — центроїд трикутника {\displaystyle ABC} то для будь-якої точки {\displaystyle O} справджується рівність
{\displaystyle {\overrightarrow {OM}}={\frac {1}{3}}({\overrightarrow {OA}}+{\overrightarrow {OB}}+{\overrightarrow {OC}})} .
- Центроїд є точкою, для якої сума квадратів відстаней до вершин трикутника набуває найменшого значення (теорема Лейбніца).
- Три відрізки прямих, що з'єднують вершини трикутника з центроїдом, розбивають цей трикутник на три рівновеликих трикутники (з рівними площами).
- Три відрізки прямих, що з'єднують середини сторін трикутника з центроїдом, розбивають цей трикутник на три рівновеликих чотирикутники (з рівними площами).
- При ізогональному сполученні центроїд переходить у точку Лемуана (в точку перетину трьох симедіан трикутника).
- Побудуємо дві прямі, кожна з яких проходить через точку Аполлонія і точку Торрічеллі, що не збігається з ізогонально спряженою їй. Такі прямі перетнуться в центроїді трикутника.
- Нехай {\displaystyle ABC} — трикутник на площині. Коло, що проходить через центроїд і дві точки Аполлонія трикутника {\displaystyle ABC}, називається колом Паррі трикутника {\displaystyle ABC} .
- Три чевіани, проведені через довільну точку {\displaystyle O} всередині трикутника, ділять своїми кінцями сторони трикутника на шість відрізків. Добуток довжин трьох із шести відрізків, які не мають спільних кінців, максимальний, якщо точка {\displaystyle O} збігається з центроїдом[2].
- Сума квадратів сторін трикутника дорівнює потроєній сумі квадратів відстаней від центроїда до вершин:

{\displaystyle AB^{2}+BC^{2}+CA^{2}=3(GA^{2}+GB^{2}+GC^{2})} .
- Нехай {\displaystyle q_{a}}, {\displaystyle q_{b}} і {\displaystyle q_{c}} — відстані від центроїда до сторін з довжинами, які відповідно дорівнюють {\displaystyle a}, {\displaystyle b} і {\displaystyle c} . Тоді[4] :173

{\displaystyle {\frac {q_{a}}{q_{b}}}={\frac {b}{a}},\quad {\frac {q_{b}}{q_{c}}}={\frac {c}{b}},\quad {\frac {q_{a}}{q_{c}}}={\frac {c}{a}}}
і
{\displaystyle q_{a}\cdot a=q_{b}\cdot b=q_{c}\cdot c={\frac {2}{3}}S} ,
де {\displaystyle S} — площа трикутника.

## Історія
Факт того, що три медіани перетинаються в одній точці, довів ще Архімед.

## Варіації й узагальнення. Центроїди в чотирикутнику
- Центроїд (барицентр або центр мас) довільного чотирикутника лежить у точці перетину середніх ліній чотирикутника і відрізка, що з'єднує середини діагоналей, і ділить всі три відрізки навпіл.

| Чотири відрізки, кожен з яких з'єднує вершину чотирикутника з центроїдом трикутника, утвореного іншими трьома вершинами, перетинаються в центрі ваги чотирикутника і діляться ним у відношенні 3:1, рахуючи від вершини. |

- Якщо у вписаному в коло чотирикутнику провести діагональ, а в отримані два трикутники вписати два кола, потім зробити так само, провівши другу діагональ, тоді центроїди цих чотирьох трикутників лежатимуть на одному колі[5].
- В опуклого чотирикутника, вписаного в коло, «центроїд площі» або центр мас його площі Ga, вершинний центроїд або центр мас чотирьох його вершин Gv і точка перетину його діагоналей P колінеарні. Відстані між цими точками задає формула[6]

{\displaystyle PG_{a}={\tfrac {4}{3}}PG_{v}.}